# Remo Sansonetti
Remo Sansonetti (nascido em 24 de janeiro de 1946) é um ciclista australiano que competiu nos Jogos Olímpicos de Verão de 1972, de 1976 e de 1980, representando a Austrália.